# میشل زواکو
میشل زواکو(فرانسوی: Michel Zévaco‎؛ ۱ فوریه ۱۸۶۰، آژاکسیو - ۸ اوت ۱۹۱۸، اوبون) روزنامه‌نگار، رمان‌نویس، ناشر، کارگردان، و روحانی‌ستیز اهل فرانسه بود. 
مشفق کاظمی در رمان خودش به نام تهران مخوف از «میشل زواگو» بسیار تأثیر پذیرفته‌است.

## زندگی
میشل زواکو در سال ۱۸۶۰ در آژاکسیو مرکز جزیره کرس متولد گردید. او تحصیلات خود را در رشتهٔ ادبیات با موفقیت به پایان رساند. سپس در کالج وین به عنوان استاد معانی بیان به تدریس پرداخت. او در این کالج مدت زیادی نماند و به علت افکار تجدد خواهی از آنجا اخراج شد، و به پاریس روی آورد و در روزنامه هرج و مرج طلب اگالیته به سردبیری ژول رک به نوشتن مقالات آتشین پرداخت. سال ۱۸۹۰ به خاطر مبارزات قلمی سخت و برخوردش با مخالفان سیاسی به زندان سنت پلازی افکنده شد. یک روز در برخورد با وزیر کشور کنستان خطاب به او گفت:
«من به تو فرصت می‌دهم که ثابت کنی با ترسو نامیدن تو دچار اشتباه شده‌ام. البته اگر تا آن موقع پیکر فرسودهٔ تو از هم متلاشی نشده باشد و ترس نفرت انگیری که چهرهٔ وحشت آورت را رنگ پریده کرده‌است تو را آرام بگذارد. روز اول مه در ساعت ۲ در میدان کنکورد برای مبارزه با من حاضر باش.» 

از این‌جا چهره نجیب‌زاده ماجراجویی به نام ارتانیان به چشم می‌خورد که بعداً پاردایان نام می‌گیرد و با لحن مخصوص خودش مخالفانش را می‌کوبد. زواگو بعداً انتقادی و هنری و ادبی روزنامهٔ پیک فرانسه می‌شود. وقتی به سن چهل سالگی می‌رسد سیر افکار خویش را تغییر می‌دهد. ازدواج می‌کند و صاحب پنج فرزند می‌شود. و در این زمان او به نگارش پاورقی‌های تاریخی سرگرم می‌شود و روزنامهٔ جمهوری کوچک به سر دبیری ژروریشاد برای نخستین بار کتاب بورژیا او را منتشر می‌سازد که خیلی زود او را به موفقیت می‌رساند.
به این ترتیب تیتراژ روزنامهٔ کوچک بالا می‌رود. در سال ۱۹۰۱ با انتشار داستان پل آرزوها از سلسلهٔ داستان‌های مونت کریستو شهرت او چندین برابر می‌شود و سر دبیر روزنامه با غرور به خوانندگان مژده می‌دهد که پاورقی‌های جدیدی به قلم میشل زواگو منتشر خواهد شد. چندی بعد پاورقی‌های زواگو در روزنامهٔ لومارتن از اعتبار خاصی برخوردار می‌گردد. و ژان پل سارتر که هنوز نوجوانی پیش نبود از داستان‌های جذاب او به نام شوالیه پاردایان لذت می‌برد. زواگو پله‌های ترقی و شهرت را یکی پس از دیگری بالا می‌رود و طی ۱۸ سال ۳۰ عنوان کتاب منتشر می‌سازد.
حوادث پاردایان یک مجموعهٔ پر کششی را با عنوان: پاردایان‌ها، حماسهٔ عشق، فوستا، فوستای مغلوب، پاردایان و فوستا، عشق‌های شیکو، پسر پاردایان، گنج فوستا، پایان سرگذشت پاردایان، پایان سرگذشت فوستا تشکیل می‌دهد که چهار داستان آخری را انتشارات تالان دیه چاپ کرده‌است.
میشل زواگو سرانجام در روز هشتم اوت ۱۹۱۸ در سن ۵۸ سالگی در اوبون زندگی را بدرود گفت.

## آثار
کتاب فیوریندینای زیبا از رمان‌های تاریخی و سرگرم‌کنندهٔ اوست. این کتاب در سال ۱۳۷۲ توسط نشر هرم و ترجمهُ محمد مسعود پرتوی چاپ شده‌است.
- پاردایان‌ها (۱۰ جلد)
- نوستراداموس (جادوگر مرموز)
- دو خواهر (۲ جلد)
- شوالیه قهرمان
- اشک‌های دلقک (تریبوله)
- صخرهٔ عشق
- کاپیتان
- بوریدان پهلوان برج نل
- قصر سن پل
- ژان دلاور
- ملکه ایزابو
- ملکه آن
- حماسه عشق
- رز ماری
- شواله دسس
- گل‌های پاریس
- پسر راسپوتین
- لوئی سیزدهم (دختر شجاع)
- لوکرس برژیا